# I fiumi di porpora (romanzo)
I fiumi di porpora è un romanzo scritto da Jean-Christophe Grangé, pubblicato per la prima volta in Francia nel 1997 dalla casa editrice indipendente Éditions Albin Michel.
La prima edizione in Italia è edita da Garzanti nel 1999. 
Il romanzo ha avuto un adattamento cinematografico nel 2000 diretto da Mathieu Kassovitz.

## L'opera
I fiumi di porpora è il secondo romanzo di Jean-Christophe Grangé. Prima di questo lo scrittore aveva pubblicato l'opera Il volo delle cicogne (1994): come lo stesso autore affermerà in una sua intervista, i primi romanzi trattano storie molto violente e complicate, mentre in seguito l'autore raggiungerà una certa maturità letteraria che lo porterà a rendere i suoi romanzi meno violenti e molto meno complessi, lavorando più sulla psicologia dei personaggi e sulle atmosfere, limitando di gran lunga i colpi di scena. Molti degli spunti che caratterizzano i romanzi di Grangé derivano dalla sua esperienza come reporter: come lui stesso afferma, quello che ha imparato sul campo lo ha poi riversato nelle sue opere.

### Struttura del romanzo
Durante quasi tutta la durata del romanzo, l'opera si divide tra le indagini dei personaggi Karim Abdouf e Pierre Niémans. Ognuno dei due poliziotti segue le tracce del proprio caso che inizialmente si pongono come due eventi distinti e apparentemente estranei l'uno dall'altro. Per gestire entrambe le storie, il romanzo è strutturato in modo da rimbalzare da un caso all'altro. Jean-Christophe Grangé ha scelto di dividere la trama in parti, alternando fino alla fine dei capitoli che li vedono su due strade separate la voglia di riscatto e la rabbia di Abdouf e l'esperienza del Commissario Niémans.
Il riavvicinamento tra le due storie avviene in maniera lenta e progressiva. Per più di metà del romanzo i due casi appaiono indipendenti. Il primo punto in comune nelle due storie è dato dalla Lada bianca, che ciascuno dei due poliziotti incontra durante le proprie indagini. Tale indizio però rimane velato nelle indagini dei due poliziotti, essendo la trama costruita da due diversi punti di vista. Niémans non dà importanza alla macchina, appare come un dettaglio di poco conto, reso ancora più impercettibile dal contesto del capitolo. Nel capitolo successivo, che si incentra sul caso di Abdouf, il poliziotto ha un Flashback, ricordando Niémans e le sue teorie: il nome del commissario non viene esplicitamente menzionato, ma la distintiva frase che lo accompagna, più volte menzionata nel testo, porta ad un suo indiscutibile riconoscimento.
Il collegamento tra le due indagini diventa evidente con il personaggio di Philippe Sertys, che porterà i due poliziotti a confrontarsi. Ognuno di loro aggiungerà i tasselli mancanti alla storia dell'altro delineando il quadro generale, e insieme si avvieranno verso la conclusione delle indagini.

## Trama
Pierre Niémans è un commissario delle BRP, un uomo dal carattere risoluto e autoritario, dopo aver coordinato la sicurezza in occasione della Finale della Coppa delle Coppe 1994-1995 (nel romanzo 1996) tra Arsenal e Real Saragozza, tenutasi a Parigi, il commissario assiste a un regolamento di conti tra hooligans, dove uno di questi viene lanciato da un parapetto schiantandosi sulla strada sottostante, dopo un breve inseguimento riesce a raggiungere il fuggiasco e in seguito a una colluttazione lo colpisce ripetutamente con il calcio della pistola, lasciandolo in fin di vita. Giunto nell'ufficio del suo superiore, Niémans apprende che dovrà recarsi a Guernon, un'immaginaria cittadina universitaria nell'Isère nei pressi di Grenoble sulle Alpi francesi per indagare sull'omicidio del venticinquenne Rémy Caillois, bibliotecario capo dell'Università di Guernon, avvenuto in circostanze alquanto insolite, dove le unità locali richiedono uno specialista per far luce sulla vicenda.

### Guernon e la prima vittima
Una volta messosi in viaggio, e ormai in procinto di giungere a destinazione, l'attenzione di Niémans viene attratta da un nastro giallo poco distante, segno inconfondibile della gendarmeria e giunto sul posto incontra Eric Joisneau del SRPJ (Service régional de police judiciaire), che ragguaglia il commissario circa il ritrovamento insolito e particolare del cadavere.
Esso infatti viene trovato in posizione fetale, incastrato in alcune rocce a circa quindici metri da terra ed altrettanti dalla cima, una scarpata difficilmente raggiungibile se non con l'ausilio di corde da scalata.
Niémans e Joisneau dopo essersi scambiati i reciproci punti di vista si recano presso l'obitorio locale dove sono presenti altre autorità della zona, il capitano Réne Vermont, della sezione investigativa della gendarmeria e Bernard Terpentes, giudice istruttore. Oltre alla messa in scena creata dall'assassino con l'insolito posizionamento del cadavere, la vittima presenta particolari segni che portano alla conclusione che l'uomo è stato prima torturato e poi ucciso. Ragguagliato sulla situazione Niémans prende il comando, la mancanza di indizi lo portano ad indagare in più direzioni.

### Karim Abdouf e Sarzac
Nel frattempo duecento chilometri ad ovest della città di Guerinon, nella cittadina di Sarzac, il tenente Karim Abdouf, investiga sulle effrazioni avvenute nella scuola elementare del paese e nel cimitero locale. La voglia di riscatto di Karim e la sua esperienza (vedi personaggio), lo portano ad approfondire la vicenda dello scasso. La tomba scassinata è quella di un bambino, Jude Itero, morto nell'agosto del 1982.
A una prima osservazione pare essere stata sottratta solo la fotografia apposta sulla lapide. Dopo una breve indagine Karim scopre che il bambino sembra non avere alcun parente, se non la madre, scomparsa subito dopo la morte del figlio, ma le condizioni di pulizia della tomba e i fiori freschi regolarmente riposti su di essa lo portano ad approfondire la vicenda. Seguendo il proprio istinto, fa ritorno alla scuola elementare, e, una volta esaminati i registri scolastici inerenti agli anni 1981-82, appura che risultano mancanti, e con essi anche le fotografie di classe e i registri quotidiani di classe, questi ultimi conservati nella soffitta dell'istituto.
Si prospetta finalmente per il giovane poliziotto un caso interessante, che decide di seguire ad ogni costo, convinto che il fatto vada ben oltre quanto sostiene il suo capo e i suoi colleghi di lavoro, concordano infatti all'unisono che si tratta semplicemente di vandalismo da parte di una banda locale. Stilato il rapporto, Karim si reca nel covo della banda, dove, con metodi poco ortodossi apprende che il gruppo era si nei pressi del cimitero, ma che non ha compiuto alcun reato, nel corso del breve interrogatorio ottiene un'altra pista, sulla scena erano presenti due individui, estranei al gruppo, scappati poi a bordo di una Lada bianca sulla strada provinciale.

### Guernon, il primo indizio
Nel frattempo a Guernon i dati di laboratorio fanno emergere che l'acqua trovata nelle orbite della vittima ha una particolare composizione chimica, che porteranno Niémans su una delle cime delle Alpi francesi.
Un altro elemento tormenta Niémans, il fatto che la vittima fosse stata riformata senza una chiara motivazione, decide così di tentare anche questa pista, mettendosi in contatto con il medico militare che al tempo analizzò il caso, gettando una nuova luce sulla vita apparentemente tranquilla della vittima.

## Personaggi

### Pierre Niémans
Figlio di insegnanti nei piccoli college di Lyon, ricorda poco della sua infanzia, ritenendo il bozzolo famigliare una debolezza. All'età di tredici anni ottiene dai genitori il permesso di essere messo in collegio come interno. Dopo quattro anni di collegio, vissuto in solitudine e addestramento fisico oltre le normali lezioni, ponendosi come obiettivo l'ammissione nel Esercito. All'età di diciassette anni, laureatosi brillantemente fa richiesta per entrare nell'accademia militare, alla visita di ammissione viene però riformato.
Realizzato il fatto che non sarebbe mai stato un militare in carriera, per nulla demoralizzato riprende freneticamente l'attività fisica, animata da rabbia e forza di volontà, scegliendo come nuovo obiettivo la carriera di poliziotto. Dopo un allenamento di diversi mesi sui test psicologici di ammissione, fa domanda alla National Superior School Des Officiers De Police, ottenendo negli anni risultati eccezionali e addestrandosi con assiduità al poligono di tiro, divenendo un poliziotto senza eguali, tenace, violento e ombroso. Dapprima entrò in alcuni commissariati di quartiere, divenendo successivamente tiratore scelto nella brigata che da lì a poco sarebbe diventata la BRI (Brigade de recherche et d'intervention. Iniziarono così per Niémans le operazioni speciali, dove uccise il primo uomo, stringendo in quel momento un patto con se stesso, non sarebbe mai stato un soldato di ferro, un ufficiale valoroso, bensì un combattente febbrile, ostinato, che avrebbe soffocato le sue paure nella violenza e nella rabbia.
In seguito fu commissario delle BRP, Brigate di repressione del prossenetismo (Brigade de répression du proxénétisme), ex gloria del RAID e ex commissario delle BRB, Brigate di repressione del banditismo (Brigade de répression du banditisme), viene descritto dall'autore come un uomo dal volto ossuto, rugoso con capelli a spazzola grigi e occhiali montati in metallo.
Niémans è un uomo di strada, un uomo duro dai metodi duri, in occasione della Finale della Coppa delle Coppe 1994-1995 (nel romanzo1996) tra Arsenal e Real Saragozza, tenutasi a Parigi, il commissario assiste a un regolamento di conti tra hooligans, dove uno di questi viene lanciato da un parapetto schiantandosi sulla strada sottostante, dopo un breve inseguimento riesce a raggiungere il fuggiasco e in seguito a una colluttazione lo colpisce ripetutamente con il calcio della pistola, arrivando a infilargli la canna della pistola in bocca pronto a premere il grilletto se non fosse per la chiamata ricevuta da un suo superiore. Come stessa ammissione del commissario, non è nuovo ad atteggiamenti aggressivi. Niémans inoltre ha fatto parte della squadra che uccise Jacques Mesrine.
Durante il romanzo si apprende che Niémans e cinofobico, in più di un'occasione infatti, questa "debolezza" viene sottolineata dall'autore.

### Karim Abdouf
Karim è un tenente della polizia di istanza a Sarzac, originario del Maghreb, il poliziotto era stato abbandonato da piccolo, crescendo in un orfanotrofio a Nanterre. Non aveva mai conosciuto i suoi genitori, e nulla dell'educazione ricevuta aveva permesso di mantenere legami con le sue origini, infatti Karim non parlava bene la lingua araba e possedeva solo varie nozioni sul mondo islamico. Appena adolescente lascia i tutori per trasferirsi in città.
Trascorre un'adolescenza normale, tra nuovi amici e ragazze, il periodo di malessere adolescenziale sarà per lui la seconda possibilità per incontrare gli altri. Un venerdì sera Karim scoprì anche il lato violento della città, una banda era spuntata in un bar e aveva brutalemte picchiato il proprietario per vecchi screzi a calci e bottigliate, lasciandolo a terra dopo l'aggressione, questo episodio segna la vita del futuro poliziotto, che rimane affascinato da quel mondo violento, incominciando a provare ammirazione nei confronti dei delinquenti locali.
Incomincia così a dedicarsi ai furti di autoradio, poi di auto, ottenendo così una certa indipendenza economica e cominciando a frequentare alcuni personaggi di quella nuova realtà, tra i quali Marcel, un tossicomane con il quale Karim instaurerà una profonda amicizia, Marcel inoltre con i suoi discorsi trasmise a Karim certezza dell'esistenza di un'altra vita oltre alla periferia, cosa che portò Karim a proseguire gli studi nonostante continuasse con i furti. All'età di diciassette anni si iscrisse anche ad un corso di Muay thai per difendersi soprattutto da se stesso, visto gli eccessi di ira che talvolta lo possedevano, crebbe così nuovamente in solitudine, le voci sul suo "lavoro notturno" e il fatto di essere stato scelto per i campionati regionali di Muay Thai gli diedero la fama del picchiatore, motivo per cui molti si tenevano a distanza.
Superato l'esame di maturità con voti medi, proseguì gli studi presso l'Università, facoltà di giurisprudenza sempre a Nanterre e proseguendo la carriera parallela di ladro di auto, rubandone un paio al mese. All'età di ventun'anni si laurea in giurisprudenza, ad un giovane arabo alto un metro e ottanta con capelli rasta e diversi orecchini non sarebbe mai stato concesso il praticantato, trovandosi ad un bivio, Karim scelse la carriera del poliziotto. Tornato dal servizio di leva si iscrisse alla Scuola superiore degli ispettori di polizia di Cannes-Écluse, ottenendo risultati eccezionali. Karim possedeva un'intelligenza superiore alla media oltre ad una conoscenza profonda del comportamento delinquenziale, in questo periodo divenne un ottimo tiratore, inoltre perfezionò il combattimento a mani nude diventando maestro.
L'anno seguente Karim completa la sua formazione professionale come stagista presso diversi commissariati parigini. Nel giugno del 1992 consegue il diploma con i complimenti della commissione, visti ripagati i suoi sforzi decide di festeggiare con l'amico d'adolescenza Marcel, scoprirà poco più tardi che l'amico è stato assassinato
Ottenuto il diploma, Karim fa richiesta per entrare a far parte delle BRI Brigade de recherche et d'intervention specializzata in pedinamenti, delitti fragranti e irruzioni ma gli ottimi risultati conseguiti giocarono a suo sfavore, gli venne infatti offerta la possibilità di entrare nella Sesta Divisione (squadra antiterrorismo) come infiltrato tra gli integralisti islamici. Il rifiuto del giovane non fu bene accetto dai suoi superiori, che lo rilegarono nella cittadina di Sarzac, piccolo centro abitato nel quale non accadeva praticamente nulla.

#### La morte di Marcel e la vendetta di Karim
Dopo aver cercato l'amico in lungo e in largo per la città di Nanterre, riceve dopo cinque giorni la notizia della morte dell'amico. Rinvenuto in fondo a uno scantinato il cadavere presentava segni di tortura, le mani erano ustionate, la faccia tagliuzzata e le unghie bucate con la punta di un trapano, prima che l'uomo fosse finito con un colpo di shotgun alla gola. Sconvolto dalla morte dell'amico decide di perpetrare la sua vendetta nei confronti degli assassini. In pochi giorni Karim riesce a venire a sapere i nomi delle persone coinvolte. Si trattava di tre tossicomani della periferia che Karim conosceva, dei quali solo uno poteva essere responsabile della morte dell'amico, il movente probabilmente era legato a una partita di droga che l'amico deteneva e vendeva, nonostante la delusione si mette sulle loro tracce. Karim vendicherà l'amico uccidendo il responsabile dell'omicidio, l'esperienza di poliziotto gli servirà per non lasciare nessuna traccia, il caso sarà immediatamente archiviato.

### Fanny Ferreira
Fanny è la ragazza che scopre il corpo di Rémy Caillois. Di circa venticinque anni ha la pelle olivastra e i capelli ricci, appena crespi sulle tempie, con il viso scuro e vellutato, con occhi brillanti. La ragazza è un’abile scalatrice, come lei stessa suggerisce conosce a memoria tutte le montagne nel circondario dell'Università di Guernon, (dal Grand Pic de Belledonne ai Grandes Rousses). oltre ad essere un’alpinista provetta, Fanny e la più giovane laureata di Francia, conseguendo il dottorato all'età di vent'anni, periodo nel quale era già ricercatrice, è inoltre titolare di cattedra nell'università, nella quale insegna varie discipline, tra le quali la tassonomia delle pietre, la dislocazione tettonica e la glaciologia oltre al ruolo che ricopre nella facoltà, Fanny è caporedattore del giornale universitario Tempo.
Dopo un confronto con il commissario Niémans il quale rivela a Funny la natura dell'acqua ritrovata nelle orbite di Rémy Caillois, e la sua teoria sulla possibile provenienza, la ragazza indica senza alcuna esitazione un unico crepaccio particolarmente profondo le cui caratteristiche avrebbero permesso al l'assassino di prelevare quel tipo di acqua senza complicazioni esagerate. L'intuizione di Fanny risulterà essere corretta, nel crepaccio troveranno infatti la seconda vittima.

### Sophie Caillois
Sophie Caillois è una ragazza di circa venticinque anni, moglie della prima vittima Rémy Caillois, si presenta come una donna dai capelli chiari di mezza lunghezza, i quali le inquadrano il viso stretto e scavato, il cui pallore accentuava le occhiaie, con lineamenti ossuti ma delicati, ad avviso di Niémans la bellezza della donna arrivava in un secondo momento dopo una prima impressione di disagi, appare inoltre come una persona carica di dolore e odio verso la polizia. Come Fanny, Niémans reputa la donna forte, intelligente e aggressiva.

## Le vittime

### Rémy Caillois
Rémy Caillois è la prima vittima che appare nel romanzo, di venticinque anni, Caillois ricopriva il ruolo di bibliotecario capo all'Universita di Guernon. Rémy era considerato una persona molto schiva, un solitario, che viveva con la moglie Sophia all'interno del Campus. un bel giovane sorridente dai capelli corti e i lineamenti contratti. Secondo Fanny, nonostante fosse una persona brillante e un uomo di cultura, non ottenne mai i risultati che si aspettava, covando in fondo una gelosia verso la così detta elite universitaria. Rémy ha inoltre preparato una tesi di laurea filosofica riguardanti le relazioni tra la prova fisica e il sacro, studiando il mito dell'Athlon, nello svolgimento narrativo si evince che Rémy è ossessionato dalla sua tesi, nella sua casa infatti sono appesi molti quadri con fotogrammi del film di Leni Riefenstahl Olympia in riferimento ai Giochi Olimpici del 1936 (nel romanzo 1938) a Berlino, nel quale Rémy era convinto che quei giochi avessero ritrovato l'unità profonda dei giochi di Olimpia.
Rémy era figlio di Caillois, anch'esso capo bibliotecario all'università di Guernon, travolto da una valanga avvenuta a Grande Lance d'Allemont nel 1993 mentre compiva una scalata mentre la madre mori quando Rémy aveva otto anni.

#### Le circostanze di ritrovamento del corpo di Rémy Caillois
Domenica nel tardo pomeriggio la moglie di Rémy, Sophie Caillois denuncia la scomparsa del marito, afferma che quest'ultimo era partito la sera prima per una gita in montagna, verso la Monte Muret, quella delle gite in solitaria era un'abitudine della vittima, che era solito passare la notte nei rifugi, motivo per cui la moglie tarda ad annunciarne la scomparsa. Inoltre sebbene fosse abitudinario, non comunicava mai i propri itinerari, non ne parlava nemmeno alla moglie e di volta in volta prendeva direzioni che meglio gli aggradavano.
Fanny ogni fine settimana si cimenta nell'attività di rafting, compiuto il consueto giro, si accosta alla riva nei pressi del Campus, questo avvicinarsi è permesso da un naturale sbarramento che rallenta notevolmente la corrente del fiume. La ragazza nota il corpo della vittima nel riflesso dello specchio d'acqua del fiume. Il corpo viene rinvenuto a circa quindici metri di altezza, incastrato a forza in una delle spaccature della roccia, esattamente a metà della parte, equidistante da terra e dalla falesia, la vittima al momento della scoperta appare raggomitolata in posizione fetale. Su suggerimento di Fanny, il corpo potrebbe essere stato collocato nella nicchia grazie all'utilizzo di pulegge e forza peso, cosa che richiederebbe delle capacità alpinistiche.

#### Autopsia sul corpo di Rémy Caillois
L'addome e il torace della vittima apparivano coperte di ferite nerastre, differenti per forma e profondità, tagli dalle labbra violacee, con bruciature iridate e macchie di fuliggine. Si distinguevano anche delle lacerazioni attorno alle braccia e ai polsi, come se l'uomo fosse stato legato con un cavo, la causa della morte viene stabilita dal medico legale per soffocamento, anche se non c'è modo di stabilire l'ora del decesso. Un particolare interessante secondo Niémans era la mancanza di colpi o di sevizie sul volto della vittima, che si presentava con gli occhi chiusi in posizione fetale, nell'aprire la palpebra della vittima, il commissario nota una lacrima, nonostante la mancanza dei bulbi oculari.
Nello specifico l'esame della parte anteriore del torace mostrava lunghi tagli longitudinali, ottenuti senza dubbio con uno strumento affilato, altre lacerazioni inferte dallo stesso strumento erano presenti anche sulle spalle e sulle braccia, ustioni multiple sul torso, sulle spalle, sui fianchi e sulle braccia, per un totale di venticinque segni, alcuni in prossimità delle ferite precedentemente descritte, giungendo alla conclusione che alcune ferite erano state cauterizzate cospargendole di benzina e successivamente date alle fiamme, la vittima inoltre presentava numerosi ematomi, edemi e fratture, per un totale di quattro costole rotte, e le clavicole sbriciolate, così come tre dita della mano sinistra e due della destra, mentre le parti genitali apparivano illividite per i colpi subiti, il medico ne concluse che l'arma con il quale furono inferte le sevizie fosse senza dubbio una sbarra di ferro o di piombo dello spessore di circa sette centimetri.
Mentre l'arma del delitto, un cavo metallico dello spessore di due millimetri, simile ad un freno per biciclette o alla corda di un pianoforte, ha inciso le carni per una lunghezza di quindici centimetri, frantumando la glottide, tagliando i muscoli della laringe e lacerando l'aorta. L'ora del decesso viene indicata tra le venti e le ventiquattro del sabato sera, emerge inoltre che le torture alla vittima sono state perpetrate per tutta la giornata, in stato di coscienza della stessa e senza imbavagliamenti, come se il carnefice volesse ottenere delle informazioni.

#### L'acqua nelle orbite di Rémy Caillois
In seguito all'analisi di laboratorio sull'acqua trovata nelle orbite della vittima, si evince che questa è unica nel suo genere, essa infatti ha tassi insolitamente alti di acido solforico e acido nitrico presentando un'acidità di molto superiore alla media, le analisi portano quindi alla conclusione che si tratta di acqua inquinata e la particolare composizione che è senza dubbio prodotto dalla combustione di lignite, un tipo di centrale termoelettrica superata da oltre trent'anni e assente su tutto il territorio dell'Europa occidentale e che la possibilità più vicina fosse ad oltre ottocento chilometri di distanza nell'Europa orientale.
Messosi in contatto con un ecologista locale esperto in materia, giunge alla conclusione che si tratta di piogge acide, conseguenze dell'inquinamento delle centrali dell'epoca, offrendo così un unico luogo dove poter trovare la stessa composizione, negli strati di ghiaccio relativi all'epoca in cui fossero presenti.

#### La perizia del medico militare su Rémy Caillois
Dopo aver appreso che la vittima venne riformata alla visita militare, e notato l'appunto del medico militare, che suggeriva vivamente una terapia poiché ritenuto affetto da schizofrenia acuta, Niémans si mette in contatto con il 14º reggimento di fanteria di stanza a Lione, riuscendo poco dopo a mettersi in contatto con il maggiore medico Yvens, il quale dopo un iniziale reticenza nel fornire informazioni per via del rapporto medico-paziente, espone quanto ricorda delle proprie conclusioni sul giovane.
Secondo Yvens, il giovane bibliotecario era un caso classico di schizofrenia, con ambivalenze di pensiero, perdita di contatto con il mondo esteriore e mutismo, inoltre afferma che l'uomo viveva in un mondo tutto suo, un mondo di rigore estremo in cui la sua personalità si moltiplicava, sebbene agli occhi degli altri simulasse una certa flessibilità, nella sua mente era ossessionato dall'ordine e dalla precisione, dov'è ognuno dei sentimenti si cristallizzava in una personalità a parte. Le rivelazioni del medico portarono Niémans a supporre e successivamente verificare che l'uomo fosse violento con moglie.

### Philippe Sertys
Philippe Sertys è la seconda vittima che appare nel romanzo, di circa vent'anni, celibe il ragazzo esercita la professione di aiuto infermiere presso l'ospedale di Guernon. La madre sporge denuncia di scomparsa qualche ora prima del ritrovamento del cadavere, inizialmente non sarà possibile identificare il corpo, poiché racchiuso in una parete di ghiaccio. Da una prima analisi non risultano punti in comune con la prima vittima se non una somiglianza nell'aspetto fisico, dalle fotografie Philippe si presenta come una persona dai lineamenti fini, i capelli tagliati a spazzola, un sorriso febbrile e occhi scuri, con un'espressione quasi infantile che trasmetteva un certo nervosismo.
La vittima come Rémy aveva perso il padre, qualche anno prima di cancro al fegato, uno dei punti in comune che balza subito all'occhio di Niémans è il fatto che anche in questo caso la vittima svolgeva lo stesso lavoro del padre, iniziando a seguire le orme del padre all'età di quindici anni. Oltre a questo i due casi avevano poco il comune, le vittime avevano frequentato scuole diverse, erano cresciuti in diversi quartieri, e appartenevano a diverse classi sociali, A differenza di Rémy, Philippe era analfabeta e viveva ancora nella casa di famiglia poco fuori Guerinon. Inoltre sembrava non avesse alcun hobby se non quello di giocare ai videogiochi. Philippe inoltre aveva prestato il servizio di leva e a detta di tutti era dolce come un angelo. Ancora una volta il commissario si trovava senza indizi.

#### Le circostanze di ritrovamento del corpo di Philippe Sertys
Il corpo di Philippe viene rinvenuto all'interno di un crepaccio nel circo di Vallernes, Niémans e Fanny dopo essersi calati per più di trentacinque metri si spostano orizzontalmente oltre cento metri, con l'uscita del sole oltre la coltre di nubi, la parete di ghiaccio sul quale procedono inizia a sciogliersi, provocando delle piccole cascate, preso dal panico Niémans ha un malore e nel momento in cui sta per venire meno, Fanny richiama la sua attenzione in un punto preciso, dove il commissario intravede la sagoma di un uomo, si tratta del riflesso del corpo di Philippe, imprigionato in una parete di ghiaccio alle sue spalle, appariva in posizione fetale, con la bocca aperta come in un grido silenzioso, un velo d'acqua passava incessantemente sull'immagine, distorcendo la visione del cadavere.

## Considerazioni di Niémans sugli omicidi
Con il ritrovamento del secondo corpo, si presenta sempre maggiormente l'ipotesi di un delitto a sfondo sessuale, l'omicida poteva essere un omosessuale latente attirato da quel tipo di uomo,  la motivazione che spinge alla conclusione è la somiglianza delle vittime. Tutto sommato Niémans è in completo disaccordo, in primo luogo a causa della sua esperienza quotidiana come poliziotto, infatti riteneva che sebbene i serial killer importati dagli Stati Uniti avessero invaso la letteratura e il cinema di tutto il mondo, una simile atroce inclinazione non si era mai manifestata nella realtà francese.

## Trasposizione cinematografica
Nel 2000 esce nelle sale cinematografiche I fiumi di porpora (Les Rivières pourpres) un film thriller dal romanzo di Jean-Christophe Grangé da lui adattato con il regista Mathieu Kassovitz. Del cast fanno parte Jean Reno, Vincent Cassel, Nadia Farès e, in due brevi cammei, Dominique Sanda e Jean-Pierre Cassel. Il film ha avuto un seguito nel 2004 con I fiumi di porpora 2 - Gli angeli dell'Apocalisse di Olivier Dahan.

## Edizioni
- Jean-Christophe Grangé, Red blood rivers, Harvill Press, 1999, ISBN 978-1-86046-659-5.[48]
- Jean-Christophe Grangé, I fiumi di porpora, collana Gli Elefanti narrativa, Garzanti, 2003, ISBN 88-11-66649-X.
- Jean-Christophe Grangé, I fiumi di porpora, collana Elefanti Bestseller, Garzanti, 2010, ISBN 978-88-11-67967-7.